# Єниця
Є́ниця (болг. Еница) — село в Плевенській області Болгарії. Входить до складу общини Кнежа.

## Населення
За даними перепису населення 2011 року у селі проживала 971 особа.
Національний склад населення села:
| Національність   | Кількість осіб | Відсоток |
| ---------------- | -------------- | -------- |
| болгари          | 920            | 97,3%    |
| цигани           | 15             | 1,6%     |
| турки            | 3              | 0,3%     |
| Всього відповіли | 946            |          |

Розподіл населення за віком у 2011 році:
Динаміка населення: